# Sidi El Jazouli
Sidi El Jazouli (franska: Sidi El Jazouli (CR), Sidi El Jazouli (Commune Rurale), arabiska: سيدي أحمد السايح) är en kommun i Marocko.   Den ligger i provinsen Essaouira och regionen Marrakech-Safi, i den centrala delen av landet, 400 km sydväst om huvudstaden Rabat. Antalet invånare är 7 360.